# Patrick Reed
Patrick Nathaniel Reed (San Antonio, 5 augustus 1990) is een Amerikaans golfprofessional. Hij debuteerde in 2011 op de Amerikaanse PGA Tour.

## Golfamateur
In 2006 won hij het Junior British Open en kwalificeerde zich voor het US Amateur Kampioenschap, in 2007. In 2008 bereikte hij de halve finale van de US Amateur en verloor met 3&2 tegen Danny Lee, die het toernooi won. In 2010 won Reed het Jones Cup Invitational.

## Golfprofessional
Na het NCAA Championship werd hij in 2011 golfprofessional. In juni 2011 speelde hij op de FedEx St. Jude Classic zijn eerste golftoernooi op de Amerikaanse PGA Tour en behaalde de cut niet. In 2012 stond hij op een gedeelde 22ste plaats van het kwalificatietoernooi van de PGA Tour en kreeg een seizoenskaart voor 2013.
In 2013, op de AT&T Pebble Beach National, behaalde hij voor de eerste keer de top 10. In augustus 2013 behaalde Reed zijn eerste zege op de PGA Tour nadat hij het Wyndham Championship won. Hij won de play-off van Jordan Spieth.
In januari 2014 won hij de Humana Challenge en behaalde zijn tweede zege op de PGA Tour. Tijdens de eerste drie ronden van de Humana Challenge had hij telkens 63 slagen nodig voor 54-holes en hiermee behaalde hij een record in de PGA.
In april 2018 won hij het Masters-golftoernooi op de PGA, het eerste Majortoernooi dat hij won.

### Overwinningen
| # | Datum            | Toernooi                        | Score           | Score | Info                              |
| - | ---------------- | ------------------------------- | --------------- | ----- | --------------------------------- |
| 1 | 18 augustus 2013 | Wyndham Championship            | 65-64-71-66=266 | −14   | Won de play-off van Jordan Spieth |
| 2 | 19 januari 2014  | Humana Challenge                | 63-63-63-71=260 | −28   |                                   |
| 3 | 9 maart 2014     | WGC - CA Kampioenschap          | 68-75-69-72=284 | −4    | Verslag                           |
| 4 | 12 januari 2015  | Hyundai Tournament of Champions | 67-6968-67=271  | −21   | Won de play-off van Jimmy Walker  |
| 5 | 8 april 2018     | Masters - Augusta               | 69-66-67-71=273 | -15   |                                   |